# Basilisken-Presse
Die Basilisken-Presse ist ein Fachverlag für Wissenschaftsgeschichte und insbesondere Biologiegeschichte. Namensgeber ist der mythologische Basilisk. Der Verlag wurde 1976 in Marburg von Armin Geus, Professor für Medizingeschichte, gegründet und gab zunächst Faksimiledrucke schwer zugänglicher und wenig bekannter Schriften in kleinen und nummerierten Ausgaben heraus. Es folgten Kataloge moderner Kunst und Lyrik. Zwischen 2007 und 2022 war Basilisken-Presse als Imprint dem Verlag Natur + Text in Brandenburg mit Sitz in Rangsdorf bei Berlin angegliedert. Das Verlagsprogramm umfasst Schriften zur Biologiegeschichte sowie Biographien bedeutender Biologen, der Geistes- und Wissenschaftsgeschichte sowie zeitkritische Essays und Herausgaben zu aktuellen politischen Debatten.

## Herausgaben (Auswahl)
- Cosmos Conrad Cuno: Microscopia. Observationes durch dessen verfertigte Microscopia deren unterschiedlichen Insecten nebst andern unsichtbaren Kleinigkeiten der Natur, welche er nach dem Leben accurat abzeichnen und auf Verlangen Hoher Liebhaber in Kupfer stechen lassen, Basilisken-Druck 1, Faksimile der Ausgabe Augsburg 1734, Marburg an der Lahn 1976, ISBN 3-9800020-0-4[1]
- Ernst Wilhelm Martius: Neueste Anweisung, Pflanzen nach dem Leben abzudruken, Basilisken-Druck 2, Faksimile der Ausgabe Wetzlar 1784, Marburg an der Lahn 1977, ISBN 3-9800020-1-2[2]
- Carl August Graebner: Gedanken über das Hervorkommen und Wechseln der Zähne bey Kindern, nebst Anweisungen für Erwachsene die Zähne gesund zu erhalten, Basilisken-Druck 3, Faksimile der Ausgabe Hamburg 1766, Marburg an der Lahn 1978, ISBN 3-9800020-2-0
- Johann Dryander: Vom Eymsser Bade, was natur es in jm hab. Wie man sich darin halten soll. Auch zu was kranckheit es gebraucht sol werdenn, Basilisken-Druck 5, Faksimile der Ausgabe Mainz 1535, Marburg an der Lahn 1981, ISBN 3-9800020-4-7
- Jochen Lobe: Ham sa gsoochd, soong sa, Gedichte in Bayreuther Mundart mit zwölf Illustrationen von Herbert C. Traue, Marburg an der Lahn 1982, ISBN 3-9800020-5-5
- Friedrich Tiedemann: Das Hirn des Negers mit dem des Europäers und Orang-Outangs verglichen, Basilisken-Druck 6, Faksimile der Ausgabe Heidelberg 1837, Marburg an der Lahn 1985, ISBN 3-9800020-7-1[3]